# Andreas Leonhardt
Christian Andreas Leonhardt (Aš, toen nog Asch geheten, 20 april 1800 – Wenen, 3 oktober 1866) was een Boheems componist en kapelmeester. Hij heeft verdiensten voor de reorganisatie van de hele militaire muziekkapellen in de Oostenrijks-Hongaarse monarchie. 

## Levensloop
Leonhardt was de zoon van een lakenhandelaar. Na zijn muzikale opleiding bij verschillende organisten in Eger werd hij op advies van de graaf Wilhelm Freiherr von Zedtwiz in 1818 lid van de kapel van het Infanterie Regiment "Keizer Alexander" in Wenen. In zijn vrije tijd studeerde hij muziek en volgde het muziekkorps in 1820, toen het overgebracht werd naar Napels. Aldaar studeerde hij bij Nicola Antonio Zingarelli, die toen directeur was aan het Conservatorio di San Pietro a Majella di Napoli en dirigent aan de kathedraal van Napels. In 1822 werd hij in Napels kapelmeester van het muziekkorps. 
Later verliet hij het regiment en ging terug naar Praag, Aldaar studeerde hij compositie bij Václav Jan Křtitel Tomášek. Vervolgens werd hij kapelmeester van het muziekkorps van het regiment Bianchi in Lemberg, nu: Lviv. In 1829 veranderde hij zich wederom als kapelmeester tot het muziekkorps van het 27e Infanterie Regiment, dat toen in Bologna gestationeerd was. Leonhardt werd in Bologna tot erelid van het Filharmonisch gezelschap benoemd. Hij was eveneens erelid van het Filharmonisch gezelschap in Modena. In 1835 werd het regiment naar Graz verplaatst. Aldaar verliet hij het leger en werd dirigent van diverse muziekverenigingen en koren en vooral directeur van de Musikverein für Steiermark. Toen hem de functie van de k.u.k leger-kapelmeester, vergelijkbaar met de functie van een Inspecteur der Militaire Muziek, werd aangeboden, ging hij naar Wenen en verwierf grote verdiensten door de reorganisatie van de keizerlijke militaire muziek alsook door de oprichting van een pensioen-kassa voor de militaire kapelmeesters en hun weduwen. Hem werd ook de normering van het (standaard-)marstempo in het k.u.k leger toegeschreven.
Hij componeerde een aantal werken voor orkest en harmonieorkest.
Zijn zoon was Gustav von Leonhardt (1838-1891), secretaris-generaal van de Oostenrijkse Nationale Bank.

## Composities

### Werken voor orkest
- Styrienne nr. 1, voor orkest[2]

### Werken voor harmonieorkest
- 1833 Treurmars
- 1834 Defilier-Marsch
- 1840 Treurmars
- 1850 Sieges-Marsch
- 1853 Alexander-Marsch
- 1853 Ölmützer Lager-Marsch
- 1854 Elisabeth-Marsch
- 1855 Marsch nach Motiven der Oper Casilda - Musik von Seiner königlichen Hoheit, dem regierenden Herzog Ernst II. v. Sachsen-Coburg-Gotha
- 1857 Fest-Marsch
- 1858 Kronprinz Rudolf-Marsch
- 1858 Radetzky-Trauer-Marsch (nach Motiven des Radetzky Marsches von weil. Johann Strauss) mit Original Trio; zur Trauerfeierlichkeit ... des k. k. Feldmarschalles Grafen Radetzky zu Wien
- 1859 Vier Märsche aus dem Jahr 1809 mit teilweiser Benützung der Militärgesänge jener Zeit
- 1862 Jung Österreich-Marsch
- 1864 Tegetthoff-Marsch
- Abschied von Graz (nr. 2 van de drie "Pettauer Lager Marsen")
- Alexander Czesarewitsch Marsch
- Erinnerung an Olmütz
- Erzherzog Karl-Monument-Marsch
- Heimkehr nach Graz (nr. 3 van de drie "Pettauer Lager Marsen")
- Il brioso (Der Muntere)
- Kaiser Franz-Monument-Marsch
- Kaiser-Jäger-Marsch
- Kronprinz-Marsch
- Links! Rechts!
- Marsch aus dem Zapfenstreich zu Olmütz
- Marsch des Wiener Landsturm Batallions
- Ölmützer Parade-Defilier-Marsch
- Österreichischer Grenadier-Marsch
- Pettauer Lager-Marsch (nr. 1 van de drie "Pettauer Lager Marsen")
- Prinz Eugen Marsch[3][4]
- Semore vivo (Immer lebhaft)
- Vermählungs-Marsch
- Zapfenstreich
- Zehner Marsch

### Werken voor piano
- 1820 Waffenfreude - Drey original Märsche, voor piano vierhandig

## Publicaties
- Systemisierung der Militär-Musikbanden, Wien: Kaiserl.-Königl. Hof- u. Staatsdruckerei, 1851.[5]
- Märsche der K.K. österreichischen Armee für Militär Musik, Wien: Kaiserl.-Königl. Hof- u. Staatsdruckerei, 1854.
- Märsche der kaiserlich-königlichen österreichischen Armee für Militär Musik / 1. Defilir-Marsch von Franz Massak. Triester Defilirm. von V.H. Zawertal. Defilirm. von J.L. Matuschka, Wien: Kaiserl.-Königl. Hof- u. Staatsdruckerei, 1854. pp. 1-22.
- Märsche der kaiserlich-königlichen österreichischen Armee für Militär Musik / 2. Olmützer Lagermarsch ... von A. Leonhardt. Lagermarsch von Tischler. Defilirmarsch von Jos. Hikl, Wien: Kaiserl.-Königl. Hof- u. Staatsdruckerei, 1854. pp. 23-42.
- Märsche der kaiserlich-königlichen österreichischen Armee für Militär Musik / 3. Defilirmarsch von Jos. Kamenetz. Der Schnellsegler. Manövrirmarsch von J.R. Sawerthal. Kriegers-Lust-Marsch von Jos. Mazānek, Wien: Kaiserl.-Königl. Hof- u. Staatsdruckerei, 1854. pp. 43-66.
- Märsche der kaiserlich-königlichen österreichischen Armee für Militär Musik / 4. Brigade-Marsch von Joh. Jedliczka. Brigade-Marsch von Fl. Pospischill. Defilir-Marsch von C. Leibold, Wien: Kaiserl.-Königl. Hof- u. Staatsdruckerei, 1854. pp. 67-84.
- Märsche der kaiserlich-königlichen österreichischen Armee für Militär Musik / 5. Defilir-Marsch von Franz Massak. Defilirm. von V.H. Zawertal. Defilirm. von J.L. Matuschka, Wien: Kaiserl.-Königl. Hof- u. Staatsdruckerei, 1854. pp. 85-106.
- Märsche der kaiserlich-königlichen österreichischen Armee für Militär Musik / 6. Bereitschafts-Marsch von A. Augustovics. Defilir-Marsch von Jos. Hauser. Defilir-Marsch von Andr. Leonhardt, Wien: Kaiserl.-Königl. Hof- u. Staatsdruckerei, 1854. pp. 107-122.